# حارة الفوارس (صنعاء)
حارة الفوارس هي إحدى حارات حي شعوب بمديرية شعوب إحد مديريات العاصمة اليمنية صنعاء، بلغ تعداد سكانها 4726 نسمة حسب تعداد اليمن لعام 2004.